# Żerowisko
Żerowisko – określone miejsce w określonym czasie, w którym zwierzęta zdobywają składniki pokarmowe niezbędne do życia, do ich prawidłowego rozwoju czy rozmnażania. Żerowisko jest nieodłącznym składnikiem niszy ekologicznej organizmów żywych.
Doskonałym żerowiskiem dla niektórych roślinożerców są łąki, pastwiska, pola uprawne itp. Z uwagi na niebezpieczeństwa na nich czyhające zwierzęta mogą żerować o różnych porach dnia.
Przykładem zwierząt żerujących na łąkach jest lwica i antylopa. Antylopy zjadając rośliny (np. trawy) na otwartej przestrzeni narażają się na ataki lwic. Podobnie na łąkowych kwiatach żerują wypijając nektar ćmy z rodziny zawisakowatych, na które chętnie polują nietoperze.
Dla kornika drukarza żerowiskiem jest fragment pnia świerkowego między korowiną a drewnem. Dla przekraska mróweczki żerowiskiem jest świerk opanowany przez korniki drukarze.
Żerowiskiem dla ptaków może być krzew porzeczki, podobnie jak pozostawiona i nie dokładnie objedzona przez wilka sarna.